# メアリー・アン・キーリー

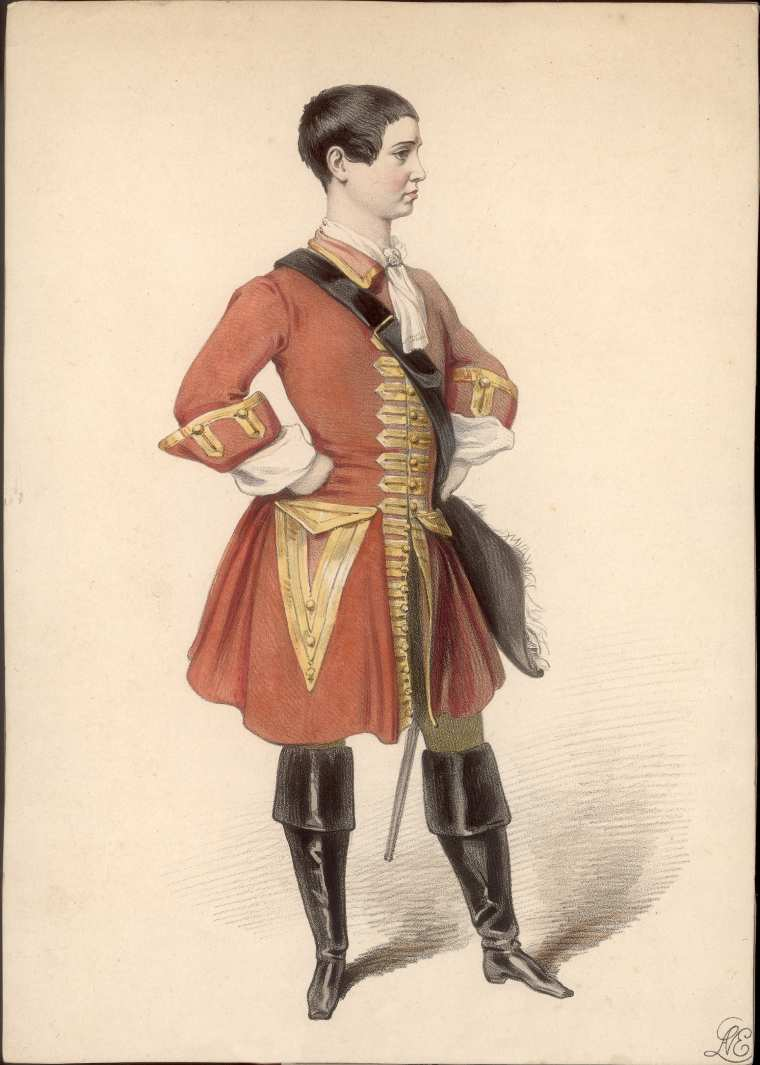
ズボン役でのメアリー・アン・キーリー

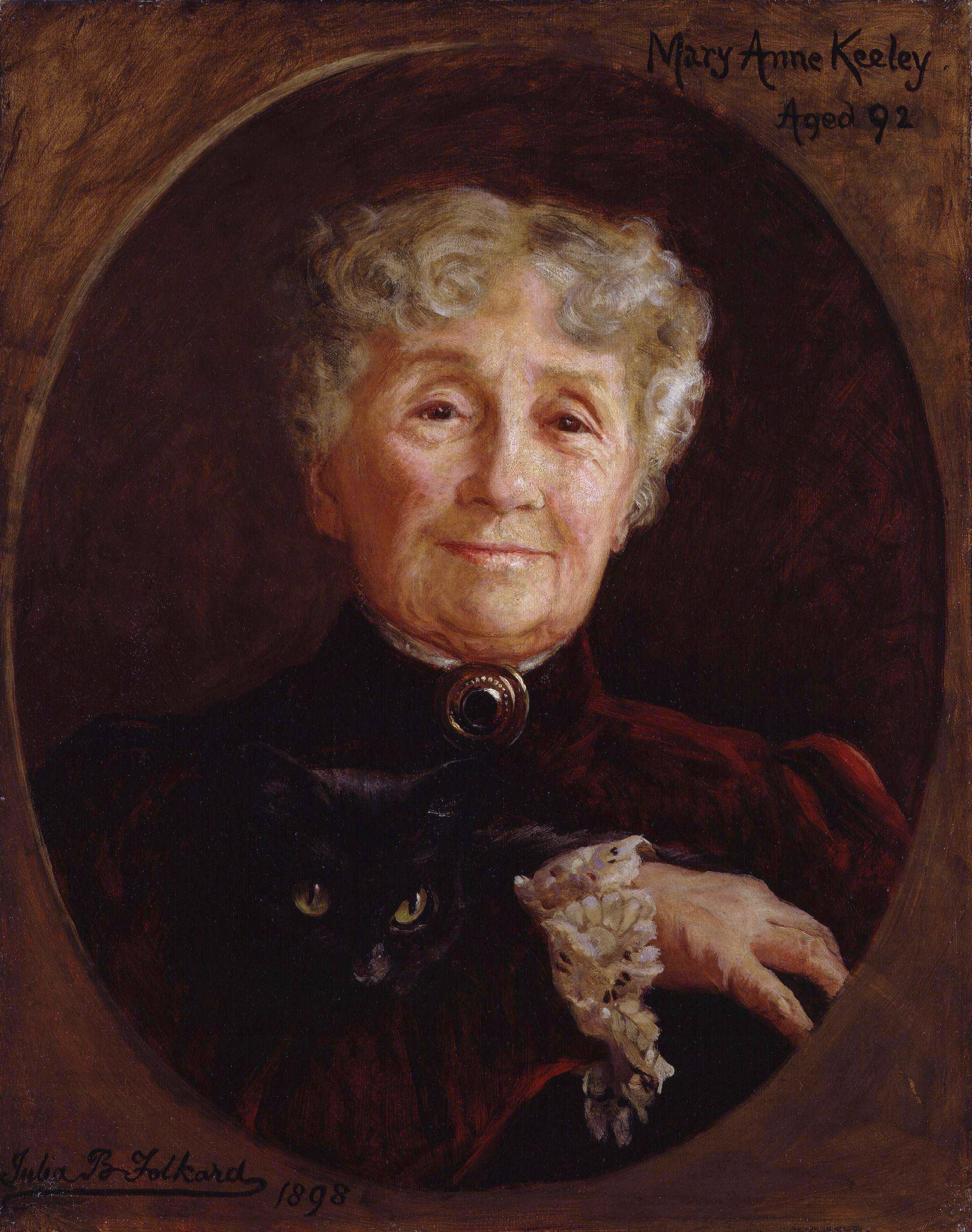
92歳当時のメアリー・アン・キーリー（ジュリア・ブレイスウェル・フォーカード画）

メアリー・アン・キーリー（Mary Anne Keeley（旧姓: ゴーワード（Goward））、1805年11月22日 - 1899年3月12日）は、イングランド出身の女優およびアクター・マネージャー。

## 生涯
メアリー・アン・ゴーワードはイギリスのサフォーク州イプスウィッチで生を受けた。父親は真鍮細工師やブリキ職人として働いていた。妹のサラ・ジュディス・ゴーワードは女優リディア・フートの母である。
ゴーワードの歌唱の才能にいち早く気づいたイプスウィッチ出身の作家エリザベス・コボルドは、ゴーワードに舞台に立つように勧めた。地方で経験を積んだ後に彼女が最初に舞台に姿を見せたのは、1825年6月2日にロンドンで上演された歌劇『ロジーナ』である。オペラ女優としての自分を諦め、唄わずに登場人物をそのまま演じることができる力を発揮できるテレビドラマの世界に飛び込んだのはそれから間もなくのことである。
称賛に値する喜劇俳優のロバート・キーリーと1829年6月に結婚した。2人は共演経験があった。1832年から1842年にかけてジョン・ボールドウィン・バックストーンと共演したコヴェント・ガーデンとアデルファイ劇場、チャールズ・マシューズと共演したオリンピック劇場、ウィリアム・マクリーディと共演したドルリーレーン劇場で舞台に立った。1836年、2人はアメリカを訪問する。1838年、彼女は作家エドワード・ブルワー＝リットンの『ポンペイ最後の日』を原作とするテレビドラマで盲目の少女ニディアを演じて大成功を収めた上、その後に出演した『ニコラス・ニクルビー』のスマイク役でも目を見張るほどの演技を披露した。
1839年、歴史小説家のウィリアム・ハリソン・エインズワースが著した『ジャック・シェパード』に基づく戯曲の主人公を生き生きとした活発な演技で決定的な成功を収めた。脱獄犯を称賛したこの戯曲の人気は危険であるとされ、最終的に式部長官はこの題材を扱った興行を禁じる決定をした。その後、彼女がより卓越した才能で長い間経歴を積んだにもかかわらず、キーリーが演じた中で芝居の常連客の記憶に残っているのはおそらくジャック・シェパード役であろう。
マクリーディの手腕の下、『ヴェニスの商人』のネリッサ役や『お気に召すまま』のオードリー役を演じた。1844年から1847年まで夫とともにロンドンのライシーアム劇場を運営し、ヘイマーケット劇場でベンジャミン・ウェブスターやチャールズ・キーンと共演する。その後は5年間ほどアデルファイ劇場に舞い戻り、1859年に生涯最後となる定期公演をライシーアム劇場で行った。
彼女が90歳の誕生日を迎えた際には画家で作家のウォルター・グッドマンが企画したレセプションがライシアム劇場で開催された。この誕生日を記念して、キーリーは雑誌「ジ・ジェントルウーマン」誌に手紙を送って後輩女優達にメッセージを送り、その手紙の内容がイギリスの新聞「タイムズ」紙の宮廷報告のコラムに掲載された。
90歳の誕生日において舞台にいる私の姉妹たちへのメッセージを：愛を込めて、神のご加護がありますことを祈ります。そしてあなた方が私と同じように長生きをして、同じように幸せでありますように。MARY ANN KEELEY 1895年11月22日

1899年に没したキーリーはロンドンのブロンプトン墓地に埋葬されている。
キーリー夫妻は2人の娘をもうけた。メアリー・ルーシー（1830年ごろ - 1870年ごろ）とルイーズ（1835年 - 1877年）はともに両親の後を追うようにして舞台の世界に飛び込んだ。メアリー・ルーシーは作家のアルバート・リチャード・スミスと結婚し、それと同時にルイーズものちに勅選弁護士となる刑事弁護士のモンタギュー・ウィリアムズと結婚した。